# 여왕의 교실 (2005년 드라마)
여왕의 교실(일본어: 女王の教室 조오노쿄시쓰[*])은 2005년 7월 2일부터 같은 해 9월 17일까지 닛폰 TV에서 방송된 일본 드라마이므로, 요미우리 TV(이하 YTV - 긴키 광역권), 주쿄 TV 방송(이하 CTV - 주쿄 광역권), 후쿠오카 방송(이하 FBS) 등 26개 NNN 지역 민방 네트워크를 통해서 전국적으로 일제히 송출되었다. 아마미 유키가 주연을 맡았으며, 2006년 3월 17일·18일에는 숨은 이야기를 다룬 특별편이 방송됐다.

## 내용
- 학급을 여왕같이 지배하는 여교사 아쿠츠 마야(아마미 유키)와 한자이 초등학교 6학년 3반 아이들의 1년에 걸친 '투쟁'을 그린 드라마이다. 칸다 카즈미(시다 미라이)를 중심으로 한 24명 제자들의 사상, 심리, 성장을 중심으로 내용이 진행된다.

## 출연진

### 주요 인물
아쿠츠 마야(일본어: 阿久津 真矢) (SP：도미츠카 마야일본어: 富塚 真矢) <연령 미상> (아마미 유키)
이 드라마의 주인공이다. 2년 동안 교직에서 떠나 있다가 6학년 3반의 담임을 맡았다.

##### 냉정한 현실을 만나게 하다.
아이들에게는 사이보그, 악마 등으로 불린다. 웃는 일이 없으며, 학생들에게 꿈과 희망을 주기보다는 사회적 약자에 대한 배려가 없는 불평등 사회 즉 신자유주의 사회에서 살아남는 법을 가르친다. 아이들의 장래희망에 대해서도 근거없는 낙관이 아닌, 실패할 가능성이 있음을 말해주기도 했다. 예를 들어 만화가가 되려는 바바에게는 저임금을 받는 어시스턴트가 되거나, 만화가 팔리지 않을 수 있음을 말했던 것. 축구선수가 되려는 학생에게는 부상위험을,명문대를 나와 대기업에 입사하려는 학생에게는 정경유착, 불공정거래, 정리해고(일반해고, 징계해고와 달리 사용자가 경영난 악화 등의 이유(근로기준법 23조에 근거)로 노동자와의 근로계약을 해지하는 일. 물론 사용자가 인위적으로 해고할 수 없으며, 공정하고 합리적인 이유 및 절차가 있어야 하고 특히 질병 등을 이유로 한 해고를 할 수 없다. 정리해고된 인원도 3년이내 우선복직을 시켜야 한다.)등을 말해준다.

#### 실력이 있는 교사
학생들을 잘 알고 있다. 학생들의 이름, 생년월일은 물론, 아이들의 아픈 과거까지도 다 알고 있으며, 아이들의 심리상태도 다 알고 있다. 그래서 매킨토시 노트북에 적어놓은 학생들의 이력서를 읽다가, 할아버지와 둘이서 사는 유스케가 따돌림받지 않도록, 옆에서 지켜줄 수 있는 칸다 카즈미와 같이 공부하도록 했다. 콘도 교장 선생님이 부임을 부탁하려고 온 날, 서고 가득히 꽂힌 교육학 책들을 보면서 감탄한 일을 생각해보면 알 수 있듯이 항상 공부에 힘쓴다.(스페셜판)당연히 공부, 체육, 지식 등 아는 것과 잘하는 것이 많으며, 아이들이 위기에 빠졌을 때 나타나 무술로써 구해준다. 아이들에게는 무섭게 굴지만, 사실은 아이들을 하나하나 사랑한다. 결혼은 했지만, 아들 쇼는 5살에 물에 빠져 죽었고, 남편과는 헤어졌다. "이제 그만 눈뜨지 그래?"라는 말을 자주 한다. 호신용 칼을 들고 다니며, 실제로 3화에서 방범훈련 때 학생들 앞에서 보인 적이 있다.
- 결혼과 아들 일은 본편에서는 나오지 않으며, 스페셜에서만 나온다. 8화에서 카즈미의 꿈에서 나온 모습이 진짜 모습 맞다.
- 사실 아쿠츠 마야는 사랑과 이상이 넘치는 상냥한 교사였지만, 교사를 기만하고 무시하는 영악한 아이들을 만나 오해를 받고 재교육 센터에 가는 등 고생을 한다. 그러나 아이러니하게도 그런 그녀를 교직에 있도록 붙잡아 준 것은 다름 아닌, 그녀를 벼랑 끝으로 내몰았던 영악한 아이들이 그녀의 진심을 깨달은 후 그녀에게 해 준 말들이었다. 이후 그녀는 재교육 센타에서 2년간의 교육을 마치고, 콘도 교장의 부탁대로 교육현장에 복귀했다. 이번에는 교사 자신 스스로 아이들에게 넘을 수 없는 벽이 되어 아이들을 강하게 만들어 주고, 현실을 깨닫게 해 주는 것을 목표로 삼아 '괴물교사'가 된다. (스페셜판)
- 학생들이 불만을 가지면 설득을 한다. 카레를 급식당번이 엎질러서 쏟자, 성적 순으로 나눠주게 한다. 당연히 카레를 먹지 못한 학생들이 불만을 품자 "일본의 식량자급률이 123위이다. 농업대국인 중국, 미국에서 흉년이 들면 너희들은 굶어죽는 거야. 당연히 음식을 버린다는 것은 생각하지 못할 일인데, 내 마음에 들지 않는다고 쉽게 버려지고 있어. 급식을 버리는 너희처럼 말이야"라고 말한다. 당연히 학생들은 억지로 밥을 먹을수밖에 없었다.
- 학생들이 교육청에서 나온 장학관이 지켜보는 수업에서 아쿠츠 마야 교사와 나눈 이야기 장면은 아쿠츠 교사의 교육철학을 말하는 중요한 장면이다.

칸다 카즈미(일본어: 神田 和美) <12> (시다 미라이)
밝고 명량한 아이이다. 잘 안 풀리는 일이 있어도 '치힛!' 하고 넘어간다. 6학년이 되어 아이들과 친해지려 하지만, 마야가 담임이 되면서 잘 되지 않는다. 마야와 자주 반항하지만, 밝은 성격으로 꿋꿋하게 이겨낸다. 시험에서 연필이 모두 부러져 0점 맞은 일과 시험 중 화장실에 간 이후로, 반의 잡일을 맡게 된다. 하지만 속이 깊어서, 괴롭힘을 당하면서도 마야의 진정한 뜻을 가장 먼저 알아차리고 아이들을 주도한다. 학생들이 수업시간에 늦으면 마야 교사는 내보내었는데, 칸타는 학생들에게 시간을 소중히 여기자고 설득한다. 집에서는 부모님의 싸움이 잦지만, 좋은 분위기를 만들려고 노력한다. 부모님의 반대를 무릅쓰고 공립 중학교에 가려고 한다. 하지만 공개수업을 통해 자신의 생각을 부모님께 솔직하게 말씀드리고 지금까지의 잘못에 대해 용서를 빌자, 엄마가 카즈미의 뜻을 존중해 주어 공립중학교에 가는 것을 허락한다. 하지만 아쿠츠 선생님 덕에 공부에 열정을 가지게 된 카즈미는 자진해서 사립중학교에 가기로 하고, 어려운 시험에 통과해 결국 사립중학교에 입학한다.
마나베 유스케(일본어: 真鍋 由介) <12> (마츠카와 나루키)
카즈미와 같은 반으로 웃기는 말과 행동으로 반의 분위기를 만들려 하지만, 아이들은 별로 웃어주거나, 좋아해주지 않는다. 반에서 공부를 가장 못하며, 첫날 테스트에서 0점 맞은 카즈미와 함께 반의 잡일을 맡는다. 1년 동안 공부를 안 하고 1년을 포기하였다. 무슨 이유인지 자신을 할머니라고 부르라는 할아버지와 함께 살며, 집은 선술집을 하고 있다. 어릴 때 엄마는 두더지 인형인 다다키 인형만을 남겨두고 가출했으며, 유스케는 이 다다키 인형을 보물로 여기고 있다. 속 없어 보이지만 은근히 배려심도 있고 마음이 밝고 따뜻한 아이다. 중학교에 들어가서는 재교육 센터에 있는 마야에게 고민상담을 하러 찾아오기도 한다 성격이 밝아서 친구들이 생긴다. .
신도 히카루(일본어: 進藤 ひかる) <12> (후쿠다 마유코)
공부도 안 하면서 공부 잘하는 학생이다. 말이 없으며, 학기 초에는 항상 책을 읽고 있다. 화장실에 가려는 카즈미를 변호했다는 이유로 마야에게 찍히고, 반항했다는 이유로 반의 잡일을 맡게 된다. 말을 조리 있게 하고, 할 말은 조근조근 다 하는 성격으로 마야의 부당한 처사에 대해 따지지만, 마야 앞에서는 속수무책으로 당한다. 엄마와 같이 살고 있지만, 엄마와는 사이가 별로 안 좋다. 어릴 적 신도가 집에 데려온 친구에게 엄마가 심한 말을 하고, 다음 날 그 친구가 교통사고로 죽자 엄마가 친구를 죽였다고 생각하게 되었기 때문. 그 이후 친구를 사귀지 않지만, 따뜻하게 다가와 주는 칸다 카즈미와 6조 아이들에게 마음을 열고 친구가 된다.
• "무엇이든 규칙대로만 하는 것이 좋다고는 생각하지 않습니다. 이론만 앞세우는 관료가 아니니까요. 선생님은 어른이시니까, 그리고 하시는 말씀이 꽤나 맞아 떨어지니까 모두들 가만히 있지만, 이건 그냥 괴롭힘일 뿐이잖아요. 칸다가 그럴 사람이 아니라는 것은 선생님이 누구보다도 더 잘 알고 계시잖아요. 칸다가 오늘 시험을 위해서 일주일 동안 최선을 다해 공부했다는 것, 선생님도 잘 이시잖아요. 그런데 그 노력을 물거품으로 만들어 버리는 건 담임으로서 잘못되었다고 생각합니다." (시험 시간에 아쿠츠 마야선생님이, 화장실에 가고 싶다고 하는 칸다에게, 칸다가 컨닝할지도 모르고 규칙을 지키지 않은 사람이 나쁜 거라며 허락해 주지 않았을 때, 신도가 나서서 마야에게 이야기한다.)
바바 히사코(일본어: 馬場 久子) <12> (나가이 안즈)
공부는 반에서 뒤에서 3등이다.(카즈미가 0점 맞지만 않았으면 뒤에서 2등이다.) 매사에 자신은 없지만, 그림을 잘 그린다. 마야가 유스케 다음으로 무시하는 학생이지만, 나중에는 마야의 측근이 되어 6조 학생들을 감시한다. 카즈미를 처음으로 친구로 사귀지만, 곧 헤어졌다가 다시 사귀게 되며 나중에는 반 전체와 친해진다.
- 마야의 반인 6-3반은 6개의 조로 나뉘어 있다. 그중 위 4명 카즈미, 유스케, 히사코, 히카루는 6조에 속해 있다. 각 조에는 한 명의 조장이 있으며,(6조는 히사코)그 조가 잘못하면 조원들 모두가 연대책임을 진다.

사토 에리카(일본어: 佐藤 恵里花) <12> (카지와라 히카리)
카즈미와는 단짝친구이며, 맑고 쾌활한 성격이다. 급우의 지갑을 훔치지만, 카즈미에게 죄를 뒤집어씌우고, 카즈미가 도둑 누명을 쓰자, 에리카는 카즈미를 도둑으로 몰아붙인다. 카즈미는 배신하지 않겠다며 사실을 밝히지 않으나, 에리카는 카즈미와 절교하고, 카즈미에게 이지메(왕따)를 가한다. 하지만 이 일을 마야가 알고 있었고, 이 일을 약점 삼아 에리카에게 스파이 짓을 시킨다. 하지만 스파이 짓이 곧 발각되고, 에리카는 학교에 방화를 시도하지만 실패, 마야의 손에 칼로 상처를 입힌다. 도둑질과 스파이 짓이 발각됐지만, 반 아이들과 카즈미는 에리카를 용서하고 다시 친해진다.

### 그 외 인물
덴도 시오리(일본어: 天童 しおり) <25> (하라 사치에)
6학년 2반의 담임으로, 아이들을 이해하려 노력하기 때문에 학생들에게는 인기가 많은 선생님이다. 항상 상냥하게 아이들에게 웃어주는 선생님으로서, 마야의 초창기 교사 시절의 모습과 흡사하다. 마야의 교육방식에 불만은 있지만, 그에 대항할 힘은 없어 되려 마야에게 무시당한다. 예를 들어 아이들에게 카레를 성적순으로 나누어주었다는 사실을 알고는 항의하자, 마야는 덴도 시오리에게 "당신은 좋은 교사라는 말을 듣고 싶어하는 것 뿐"이라고 비판한다. 카즈미가 많이 의지하며, 스트레스가 있을 때는 가라오케(노래방)에서 혼자 스트레스를 푼다. (카즈미에게 발각돼 같이 즐기며, 나중에 바바도 참가하지만 바바는 곧 이탈한다.) 아버지는 마야가 이전에 근무하던 학교의 교장이었으며, 딸 덴도와 교육 방식이 달라 다툼이 있다. 남자친구와 결혼 얘기까지 있으며, 학교를 그만둔다는 생각까지 한다. 재교육센터로 앞날이 결정된 마야 교사에게 앞으로 어떻게 하실 것인지 물었다. 마야가 어린이들은 기적을 만들기 때문에 교사를 계속 할 것이라 하자, 좋은 교사라고 불리는 것보다 신념대로 교육하는 것이 중요하다는 사실을 깨닫는다. 나중에는 마야의 수업방식을 따라하려 한다. (11화 마지막 부분)
나미키 헤이자부로(일본어: 並木 平三郎) <44> (나이토 타카시)
6학년 1반 담임겸 학생주임이다.
학생들과는 친하게 지내고 싶으나, 학생들은 잘 따라주지 않고, 인기가 없다.
재미없는 농담을 잘 한다.
따뜻한 성격이며, 마야의 수업방침에 불만이 있다. 그러나 마지막 부분, 마야가 떠날 때 비로소 마야의 진심을 깨닫고 반성한다.
"왜 저런 훌륭한 분을 그만두게 해야 하는 겁니까? 아쿠츠 선생님은 본인 스스로 커다란 벽이 되려 했던 겁니다. 벽에 부딪쳐 본 적이 없는 아이들은 쉽게 좌절하죠."
"아이들은 저 같은 교사는 금세 잊어버리지만, 아쿠츠 선생님만은 평생 잊지 않을 겁니다. 진짜로 그만둬야 하는 것은 어쩌면 저 같은 사람 아닐까요? 적어도 우리 같은 나이든 사람들이 저런 열정과 이상을 가진 교사들을 지켜줘야 하는 건 아닐까요?" 마야 교사가 과로로 입원한 날 병원을 찾아가 이야기를 나누었다. 나미키 교사를 연기한 나이토 타카시는 드라마 소년탐정 김전일에서 켄모치 이사무 경부 역을 맡았다.(프랑스은화살인사건 등)
콘도(일본어: 近藤) <55> (이즈미야 시게루)
카즈미가 다니는 학교의 교장.
곤란한 일이나 해결하기 힘든 일이 있으면, 곧장 다른 사람에게 맡기고 줄행랑을 친다.
마야 앞에서는 아무말도 못하나, 마야를 학교에서 내쫓기는 싫어한다. 마야 교사에게 같이 일해달라고 부탁한 분이 콘도 교장이다. 당연히 마야의 과거를 소문을 들어 알고 있으며, 앞으로 어떻게 학생들을 가르칠 것인지 물었기 때문에 마야의 교육방침과 진심 또한 모두 알고 있다. 3개월 감봉조치를 했다고 교육위원회를 설득했지만, 교육위원회의 징계조치로부터 마야를 지켜주지는 못한다.
우에노(일본어: 上野) <45> (한카이 카즈아키)
카즈미가 다니는 학교의 교감.
마야가 병으로 학교에 나오지 못했을 때, 6학년 3반의 임시 담임을 맡는다.
칸다 아키코(일본어: 神田 章子) <37> (하다 미치코)
카즈미의 엄마
덜렁대는 면이 있어 항상 실수가 많으며, 카즈미와 닮은 면도 있다.
남편과 자주 싸우며 남편을 많이 의심한다.
카즈미가 사립중학교로 가길 원한다.
전업주부였지만, 딸들이 자라자 신도 히카루의 어머니가 경영하시는 디자인 회사에서 일한다.
칸다 유우(일본어: 神田 優) <15> (카호)
카즈미의 언니로 카즈미를 잘 이해한다.
그런 이유로 카즈미가 마음놓고 이야기할 수 있다.
천식이 있으며, 병원에 입원하는 일이 잦다. 공부를 잘 해서 카즈미가 공부하다 모르는 것이 있어서 질문하면, 가르쳐준다.
칸다 타케시(일본어: 神田 武) <39> (오미 토시노리)
카즈미의 아빠.
사소한 일로 아내와 자주 다툰다.

## 주제가
- EXILE 〈EXIT〉

## 방영 목록
시청률은 간토 지방의 시청률이다. 부제목(서브 타이틀)은 신문의 방송정보 등에 사용된 것이며 공식적인 것은 아니다.
| 각 화                                               | 방송일          | 부제목 (서브 타이틀)                                                         | 시청률 |
| --------------------------------------------------- | --------------- | ---------------------------------------------------------------------------- | ------ |
| 제1화                                               | 2005년 7월 2일  | 악마같은 귀신교사와 싸운 6학년 아이들의 1년간의 기록                         | 14.4%  |
| 제2화                                               | 2005년 7월 9일  | 귀신교사의 눈에 눈물!?                                                       | 16.6%  |
| 제3화                                               | 2005년 7월 16일 | 친구·배신·눈물. 초등학교 마지막 추억…                                        | 17.0%  |
| 제4화                                               | 2005년 7월 23일 | 반 아이들에게 도둑이라 불리며 학급 붕괴·범인 찾기… 선생님 친구를 돌려줘요!!  | 14.1%  |
| 제5화                                               | 2005년 7월 30일 | 친구도 사라졌다… 이제 학교같은덴 안가! 선생님 왜 절 괴롭히나요               | 13.8%  |
| 제6화                                               | 2005년 8월 6일  | 여름 방학은 없습니다! 궁지에 몰린 아이가 일으킨 비극과 기적!!                | 16.9%  |
| 제7화                                               | 2005년 8월 13일 | 학교가 불타는 밤, 귀신교사가 흘린 피눈물… 선생님 부탁해요 친구들을 도와줘요! | 16.5%  |
| 제8화                                               | 2005년 8월 20일 | 졸업 행사는 없습니다! 악마인가? 천사인가? 학생이 아는 귀신교사의 슬픈 과거   | 14.6%  |
| 제9화                                               | 2005년 9월 3일  | 귀신교사로의 자객                                                            | 17.4%  |
| 제10화                                              | 2005년 9월 10일 | 마야, 마지막 수업                                                            | 19.7%  |
| 최종화                                              | 2005년 9월 17일 | 마야가 없는 졸업식                                                           | 25.3%  |
| 평균 시청률은 16.93% (간토 지방·비디오 리서치 조사) |                 |                                                                              |        |
| SP                                                  | 2006년 3월 17일 | 에피소드 1: 타락한 천사                                                      | 18.7%  |
| SP                                                  | 2006년 3월 18일 | 에피소드 2: 악마강림                                                         | 21.2%  |

## 한국어 리메이크 버전
- 지난 2013년, MBC 드라마본부에서 본 드라마를 리메이크한 수목미니시리즈 '여왕의 교실'이 방영되었다. '여왕의 교실'의 주연으로는 고현정과 김향기가 발탁됐다.[2]

## 참조
1. ↑  “보관된 사본”. 2008년 9월 27일에 원본 문서에서 보존된 문서. 2014년 1월 18일에 확인함.
2. ↑  여왕의 교실 리메이크 기사